# جام بین قاره‌ای ۱۹۸۴
جام بین قاره‌ای ۱۹۸۴ بیست و سومین دوره از جام بین قاره‌ای فوتبال بود که بین باشگاه لیورپول، قهرمان جام باشگاه‌های اروپا ۸۴–۱۹۸۳، و باشگاه ایندپندینته، قهرمان جام لیبرتادورس ۱۹۸۴ برگزار شد.

## پیش زمینه

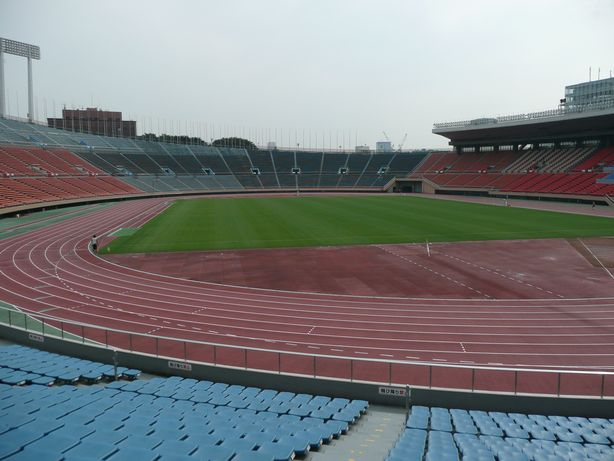
ورزشگاه ملی توکیو میزبان این مسابقه بود

ایندپندینته به عنوان قهرمان جام لیبرتادورس، به جام بین قاره‌ای راه یافت. آن‌ها با برتری ۳–۱ مقابل گرمیو در دو بازی فینال، قهرمان جام لیبرتادورس ۱۹۸۴ شدند. این ششمین حضور ایندپندینته در این رقابت‌ها بود. پنج بازی قبلی آنها منجر به یک پیروزی در سال ۱۹۷۳ و چهار شکست در سال‌های ۱۹۶۴، ۱۹۶۵، ۱۹۷۲ و ۱۹۷۴ شده بود.
لیورپول در نتیجه قهرمانی در جام باشگاه‌های اروپا ۸۴–۱۹۸۳ به جام بین قاره‌ای راه یافت. آنها پس از پایان بازی ۱–۱ در ضربات پنالتی رم را ۴–۲ شکست دادند و چهارمین جام اروپایی خود را به دست آوردند. لیورپول در دومین جام بین قاره‌ای خود حضور داشت. حضور آنها در سال ۱۹۸۱ منجر به شکست ۳–۰ مقابل فلامینگو شد. لیورپول قرار بود در سال‌های ۱۹۷۷ و ۱۹۷۸ به میدان برود اما در مسابقه شرکت نکرد. آنها در سال ۱۹۷۷ از بازی کردن خودداری کردند و بروسیا مونشن گلادباخ، نایب قهرمان جام باشگاه‌های اروپا جایگزین آنها شدند، در حالی که در سال ۱۹۷۸، لیورپول و بوکا جونیورز از بازی با یکدیگر خودداری کردند.
آخرین بازی لیورپول قبل از جام بین قاره‌ای مقابل کاونتری سیتی در لیگ دسته اول فوتبال ۸۵–۱۹۸۴ بود. آنها با دو گل جان وارک و یکی گل از ایان راش ۳–۱ پیروز شدند. آخرین بازی ایندپندینته قبل از جام بین قاره‌ای در برابر روساریو سنترال در لیگ برتر آرژانتین ۱۹۸۴ بود که آنها ۱–۰ شکست خوردند.

## مسابقه

### خلاصه

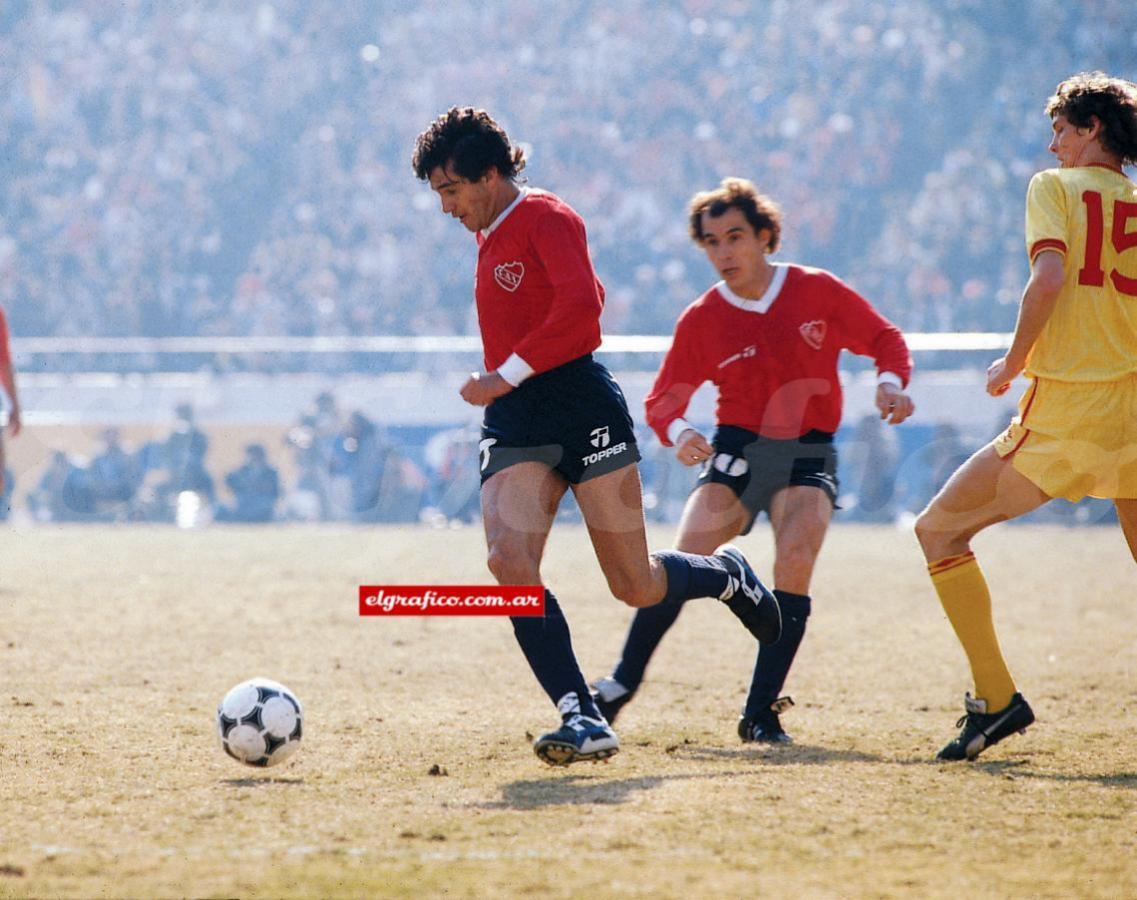
خورخه بوروچاگا (سمت چپ) در حالی که گری گیلسپی از لیورپول او را تعقیب می‌کرد، توپ را حمل می‌کرد. ریکاردو بوچینی نیز در وسط بود

قبل از بازی، لیورپول مارک لارنسون، مدافع خود را که در تمرینات همسترینگش آسیب دیده بود، از دست داد. گری گیلسپی جایگزین او شد. لیورپول بازی را آغاز کرد و در اولین دقایق چند تکل عجولانه مشاهده شد. کارلوس انریکه، مدافع ایندپندینته، به شدت با کریگ جانستون تکل زد، اما داور به او اشاره کرد که بازی را ادامه دهد. لحظاتی بعد، یان مولبی، هافبک لیورپول، به انریکه تکل زد، که باعث شد داور یک ضربه ایستگاهی اعلام کند. لیورپول تبادلات ابتدایی مسابقه را کنترل کرد، اما نتوانست توپ را وارد محوطه جریمه ایندپندینته کند. با این حال، این ایندپندینته بود که دروازه را باز کرد، کلودیو مارانگونی توپی را روی خط دفاعی لیورپول برای خوزه پرکودانی ارسال کرد، که ضربه او بروس گرابلار، دروازه بان لیورپول را شکست داد و ایندپندینته را ۱–۰ برنده کرد.

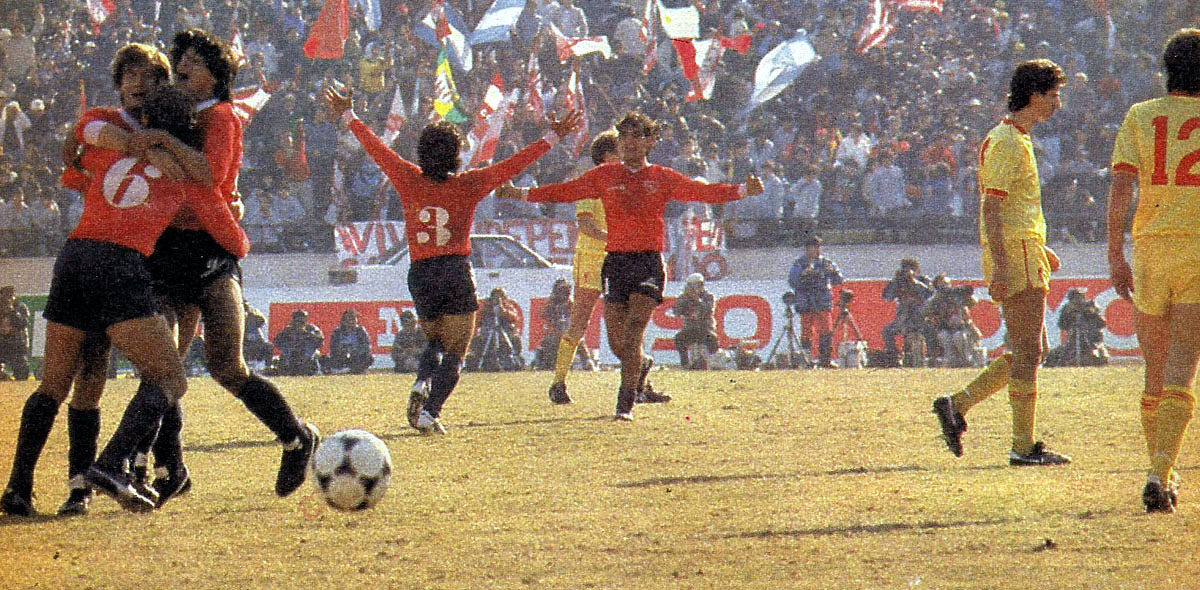
بازیکنان ایندپندینته (قرمزپوشان) برد خود را جشن می‌گیرند

پس از گل، ایندپندینته با دستور سرمربی خود خوزه عمر پاستوریزا، شروع به نشستن در نیمه خود کرد و از لیورپول برای حمله به آنها دعوت کرد. طرح آنها کار کرد زیرا لیورپول قادر به شکستن دفاع آنها نبود، در حالی که مهاجمان ایندپندینته، پرکودانی و آلخاندرو باربرون زمانی که ایندپندینته توپ را دریافت کرد، ضدحمله زدند. در نیمه دوم، لیورپول همچنان به دروازه ایندپندینته حمله کرد، اما فایده‌ای نداشت. تلاش‌های وارک برای ایجاد یک گل تساوی منجر به این شد که او در دقیقه ۷۶ به دلیل خستگی به جای رونی ویلن تعویض شود.
علیرغم اینکه لیورپول در بیشتر دقایق بازی تیم بهتری بود، نتوانست دفاع ایندپندینته را شکست دهد. هر دو طرف برخی از تصمیمات داور را زیر سوال بردند. لیورپول معتقد بود که باید دو پنالتی برای آنها می‌گرفت، در حالی که ایندپندینته معتقد بود که تصمیمات کمک داور مشکوک بود. اتفاقاً داور نیمی از محرومیت دو بازی خود را که توسط اتحادیه فوتبال برزیل صادر شده بود، گذرانده بود.

### جزئیات
| لیورپول | ۰–۱   | ایندپندینته |
| ------- | ----- | ----------- |
|         | گزارش | پرکودانی ۶' |

| لیورپول | ایندپندینته |

| GK       | ۱  | بروس گرابلار      |     |     |
| RB       | ۲  | فیل نیل (کاپیتان) |     |     |
| CB       | ۶  | آلن هانسن         |     |     |
| CB       | ۱۵ | گری گیلسپی        |     |     |
| LB       | ۳  | آلان کندی         |     |     |
| RM       | ۱۰ | کریگ جانستون      |     |     |
| CM       | ۱۱ | جان وارک          |     | '76 |
| CM       | ۸  | یان مولبی         | '42 |     |
| LM       | ۵  | استیو نیکول       |     |     |
| CF       | ۷  | کنی دالگلیش       |     |     |
| CF       | ۹  | ایان راش          |     |     |
| تعویض‌ها: |    |                   |     |     |
| GK       | ۱۳ | باب بولدر         |     |     |
| MF       | ۱۲ | رونی ویلن         |     | '76 |
| MF       | ۱۴ | کوین مک‌دونالد     |     |     |
| FW       | ۱۶ | مایکل رابینسون    |     |     |
| سرمربی:  |    |                   |     |     |
| جو فاگان |    |                   |     |     |

| GK                 | ۱  | کارلوس گویین          |     |     |
| RB                 | ۴  | نستور کلوزن           | '72 |     |
| CB                 | ۲  | هوگو ویلاورده         |     | '74 |
| CB                 | ۶  | انسو تروسرو (کاپیتان) |     |     |
| LB                 | ۳  | کارلوس انریکه         |     |     |
| RM                 | ۸  | ریکاردو جوستی         |     |     |
| CM                 | ۵  | کلودیو مارانگونی      |     |     |
| LM                 | ۷  | خورخه بوروچاگا        |     |     |
| AM                 | ۱۰ | ریکاردو بوچینی        |     |     |
| CF                 | ۹  | خوزه پرکودانی         |     |     |
| LW                 | ۱۱ | آلخاندرو باربرون      |     |     |
| تعویض‌ها:           |    |                       |     |     |
| GK                 | ۱۲ | گوستاوو موریکونی      |     |     |
| DF                 |    | رودولفو زیمرمان       |     |     |
| DF                 | ۱۳ | پدرو مونسون           |     | '74 |
| RW                 |    | سرجیو بوفارینی        |     |     |
| MF                 |    | جراردو رینوسو         |     |     |
| MF                 |    | سرجیو مرلینی          |     |     |
| سرمربی:            |    |                       |     |     |
| خوزه عمر پاستوریزا |    |                       |     |     |

## بعد از مسابقه

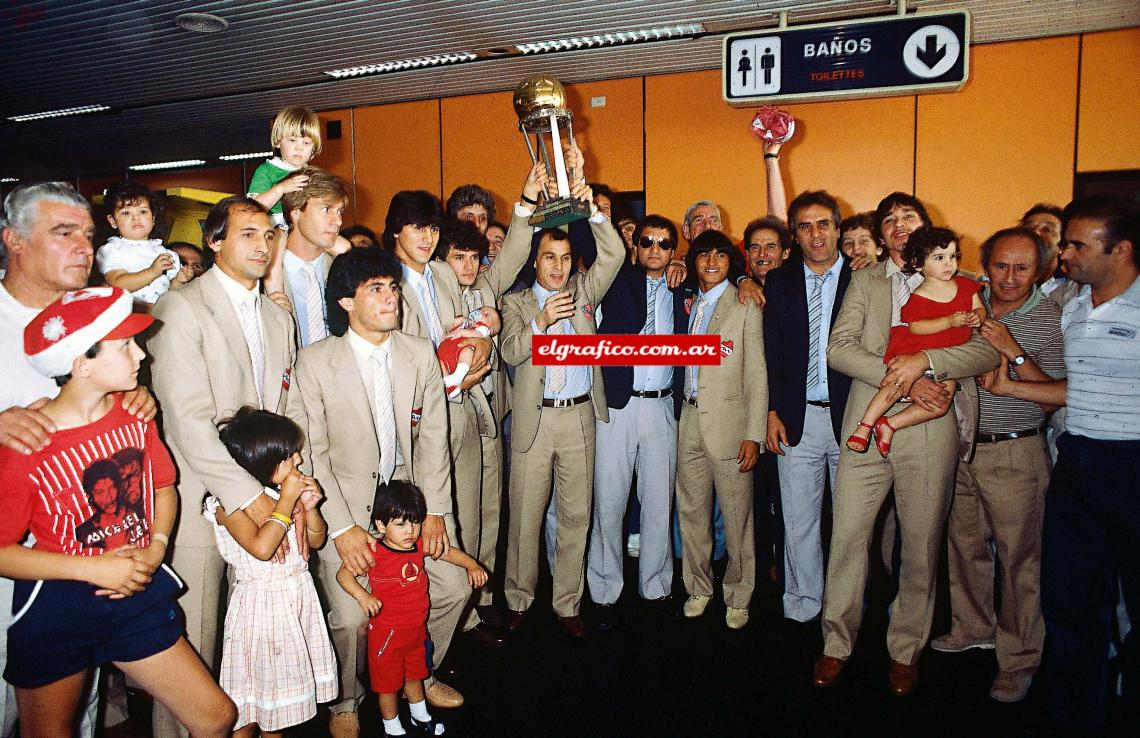
بازیکنان و کادرفنی ایندپندینته با جام در بدو ورود به آرژانتین

علی‌رغم شکست، جو فاگان، سرمربی لیورپول نتوانست تلاش بازیکنانش را سرزنش کند: "ایندپندینته تیم تاکتیکی دفاعی خوبی است و ما هیچ راهی برای عبور از آن پیدا نکردیم، آب و هوا ایده‌آل بود، ما به اندازه آنها آماده بودیم. آنها کنترل توپ بهتری نسبت به ما دارند. ما از نتیجه ناامید شدیم اما من از نمایش‌مان ناامید نشدم."
لیورپول لیگ فوتبال ۸۵–۱۹۸۴ را در جایگاه دوم با ۱۳ امتیاز کمتر از رقیب محلی خود یعنی اورتون به پایان رساند. آنها همچنین به فینال جام باشگاه‌های اروپا ۸۵–۱۹۸۴ رسیدند که آن را ۱–۰ به یوونتوس باختند. با این حال وقایع مسابقه تحت‌الشعاع فاجعه‌ای بود که قبل از شروع بازی رخ داد. هواداران لیورپول با شکستن حصاری که دو گروه از هواداران را از هم جدا کرده بود، با هواداران یوونتوس درگیر شدند. وزن ناشی از افراد باعث فروریختن دیوار حائل شد و ۳۹ نفر کشته و صدها نفر مجروح شدند. باشگاه‌های انگلیسی برای مدت زیادی از رقابت‌های اروپایی محروم شدند، با این شرط که وقتی محرومیت برداشته شد، لیورپول یک محرومیت سه‌ساله اضافی را سپری می‌کرد. این محرومیت در نهایت به مدت پنج سال ادامه یافت و باشگاه‌ها در فصل ۹۱–۱۹۹۰ به رقابت‌های اروپایی بازگشتند.
ایندپندینته فصل خود را در لیگ برتر آرژانتینن در جایگاه چهاردهم به پایان رساند. با وجود این، آنها در جام لیبرتادورس ۱۹۸۵ به عنوان قهرمان دوره قبلی شرکت کردند. با این حال، آنها نتوانستند عنوان خود را حفظ کنند زیرا در نیمه نهایی حذف شدند.